# رآدومسكو
pronounced ‎[raˈdɔmskɔ]‏ رادومسكو
pronounced ‎[raˈdɔmskɔ]‏ هي بلدة تقع وسط بولندا بلغ عدد سكانها 45843 نسمة (2019). وهي تطل على نهر رادومكا في محافظة لودز (منذ 1999)، حيث أن كانت في محافظة بيوتركو تريبونالسكي (1975-1998). هي عاصمة مقاطعة رادومسكو.

## التاريخ
حصلت رادومسكو على امتيازات المدينة من دوق ليسزيك وأسود سيرادز في عام 1266. إنه موقع دير فرنسيسكاني تم بناؤه نيابة عن بونا سفورزا، زوجة الملكة للملك سيغيسموند الأول ملك بولندا.
بعد الغزو الألماني النازي لبولندا، مباشرة استولى الفيرماخت على رادومسكو في 3 سبتمبر 1939. إلى أبريل 1940، أنشئ حي يهودي نازي في المنطقة المسماة برزيدبورزي لليهود البولنديين المحليين. تصفى الحي اليهودي على دفعتين من خلال الهولوكوست. كانت أول عملية للترحيل أوائل أكتوبر 1942 على متن قطارات الشحن إلى تريبلينكا تم من خلالها إرسال السجناء. في تاريخ 12 أكتوبر ذلك الوقت، تم ترحيل ما يقارب 9000 يهودي من السجناء. سمحوا للسخرة اليهود مجموعة صغيرة منهم بالبقاء في الخلف. وأيضًا تم إرسالهم إلى تريبلينكا في يناير 1943. تم إعلان رادموسكو جودينفري . ردا على ذلك، نصبت وحدة أرميا كراجوا كمينا وأطلقت النار على رئيس الجستابو ويلي بيرغر ونائبه يوهان فاجنر في 27 مايو 1943. تم إجراء التهدئة الألمانية في 3 أغسطس 1943 في الابتهاج. سويت المستوطنة بالأرض. أسروا بعض من جنود حزب العدالة والتنمية ونقلهم إلى رادومسكو. تعرضالسجن النازي في رادومسكو الواقع في راتوسز التاريخي للهجوم من قبل حزب العدالة والتنمية في ليلة 7-8 أغسطس 1943. وتم انقاذ السجناء. كان قائد الهجوم بوروتشنيك ستانيسلاف «زبيغنيو» سوجزينسكي.
«اللصوص البولنديين» للقضاء عليهم بالقرب من رادومسكو الإدارة الألمانية استدعت حوالي 1000 جندي من القوات الخاصة وجنود الفيرماخت. دارت المعركة في 1 يونيو 1944 بالقرب من كرزتوف، ضد 80 من أنصار حزب العدالة والتنمية بقيادة فلوريان «أندرزيج» بودنياك. فقد الجيش الألماني،250 رجلًا وتراجعوا لم يكونوا معتادين على الغابة المحلية. فأنطلقت المعركة الثانية تاريخ 12 سبتمبر 1944 بالقرب من إوينا. البولندية السرية في الحرب العالمية الثانية كانت واحدة من أكبر المعارك، وقاتلت لعدة ساعات. اللواء الثالث من أرميا لودوا (أرميا لودوا) مع حوالي 600 من المناصرين، كان أكبر من القوة الألمانية بعشر مرات وقف ضدها. وقدرت خسائر العدو مايقارب 100 قتيل و 200 جريح. كانت قد بلغت الخسائر البولندية 12 قتيلاً من الثوار و 11 جريحاً وعدة مفقودين. كسبت المعارك رادومسكو اللقب الألماني النازي «بانديت»، أي ماتسمى أيضًا «مدينة قطاع الطرق».

## المواصلات
من مميزات المدينة أنه بإمكانها الوصول إلى خط السكك الحديدية من وارسو إلى كاتوفيتشي الذي والتي تديرها شركة السكك الحديدية البولندية (السكك الحديدية البولندية). يمكن الوصول عبر الطريق الوطني رقم 1، الطريق الأوتوسترادا A1 المستقبلي من غدانسك إلى غليفيتشي عند تقاطع رادومسكو .

## رياضات
- رادمسكو، نادي كرة القدم، تأسس عام 1979.

## علاقات دولية

### المدن التوأم - المدن الشقيقة
ورادومسكو توأمة مع:
- Makó، Hungary
- Lincoln، United Kingdom[8]
- Voznesensk، Ukraine
- Kiryat Bialik، Israel

## السكان الأصليون والمقيمون البارزون
- ماريوز جيركاوسكي (مواليد 1972)، لاعب هوكي الجليد
- زبيغنيو دوباك (1921-2005)، فنان
- خوسيه بير جيلبارد (1917-1977)، ولد هنا؛ هاجر عام 1930 مع عائلته إلى الأرجنتين؛ شيوعي عينه خوان بيرون مستشارًا؛ شغل منصب وزير الاقتصاد في كل حكومة حتى الانقلاب العسكري عام 1976
- Janusz Łęski (مواليد 1930)، مخرج سينمائي وكاتب سيناريو
- أفراهام يسخار دوف هاكوهين رابينوفيتش من رادومسك (تشيسيد لافراهام) (1843-1892)، رادومسكير ريبي الثاني
- شلومو شانوخ هاكوهين رابينوفيتش من رادومسك (1882-1942)، رابع رادومسكير ريبي
- شلومو هاكوهين رابينوفيتش من رادومسك (تيفريس شلومو) (1801-1866)، أول رادومسكير ريبي
- يشقيل هاكوهين رابينوفيتش من رادومسك (كنيسيس يشقيل) (1862-1910)، رادومسكير ريبي الثالث
- Władysław Reymont (1867–1925)، روائي وحائز على جائزة نوبل
- Tadeusz Różewicz (1921-2014)، شاعر، حائز على جائزة Golden Wreath .

## روابط خارجية
- الصفحة الرسمية لمدينة رادموسكو
- أخبار جديدة، مرح، مجتمع، صور والمزيد من رادموسكو